# Mefo-váltó
A Mefo-váltó (németül: „Mefo-Wechsel”) 1934-től a Harmadik Birodalom állami hitelteremtésének eszköze volt, Hjalmar Schacht elképzelése alapján.

## Leírása
A Mefo-váltó a nem-konvencionális állami pénzteremtés alapja volt. Hjalmar Schacht (a birodalmi gazdasági miniszter) vezetésével a „Mefo-váltó” lett a fegyverkezést szolgáló központi fizetési eszköz. A Mefo-váltókat öt évre lehetett meghosszabbítani, s ezeket a váltókat a Reichsbank (a Birodalmi Bank) leszámítolta, vagyis beváltotta. A Schacht vezetésével  megteremtett állami hitelrendszer a Nemzetiszocialista Német Munkáspárt kezében talán a legfontosabb ütőkártya volt a nyolcmilliónyi munkanélküli számának másfél millióra csökkentésében.

## Német nyelvű irodalom
- Schacht, Hjalmar: 76 Jahre meines Lebens. Bad Wörishofen (Kindler und Schiermeyer), 1953.
- Statistisches Handbuch von Deutschland, 1949.
- Stucken, Rudolf: Deutsche Geld- und Kreditpolitik 1914-1953. Tübingen (Mohr), 1953.